# Никитинская площадь (Самара)
Ники́тинская пло́щадь — площадь в Ленинском районе города Самара. Располагается между Губернским рынком и ЦУМом «Самара», улицами Агибалова и Спортивной.

## История
Изначально площадь называлась Петропавловской по названию православного храма Петра и Павла. Своё нынешнее имя получила в 1926 году в честь подмосковного рабочего-революционера Гавриила Ивановича Никитина.
В советское время территория площади уменьшилась, были построены стадион «Буревестник» и троллейбусное депо № 1.

## Здания и сооружения
Всего два здания имеют адрес по Никитинской площади: жилые дома № 26 и № 5/28. Неоднократно поднимался вопрос о застройке Никитинской площади. 

## Транспорт
Автобусы и троллейбусы (остановка «Губернский рынок»). 
Рядом с площадью расположен конечный пункт некоторых самарских троллейбусных маршрутов.